# División de Honor de baloncesto en silla de ruedas
La División de Honor de baloncesto en silla de ruedas es la primera división de la liga profesional de baloncesto en silla de ruedas, para equipos de España compuestos por jugadores y jugadoras. El organizador del torneo es la Federación Española de Deportes de Personas con Discapacidad Física (FEDDF).

## Palmarés
Dicha competición comenzó con su primera temporada en 1968, a continuación se citan todos los campeones y subcampeones:
| Temporada | Campeón                         | Subcampeón                  |
| --------- | ------------------------------- | --------------------------- |
| 1968-69   | Seguridad Social                | Cultural                    |
| 1969-70   | Residencia Francisco Franco     | Cultural                    |
| 1970-71   | Residencia Francisco Franco (2) | ANIC Barcelona              |
| 1971-72   | Residencia Francisco Franco (3) | Pedrosa                     |
| 1972-73   | Residencia Francisco Franco (4) | ANIC Barcelona              |
| 1973-74   | ANIC Barcelona                  | Virgen del Rocío            |
| 1974-75   | Virgen del Rocío                | Residencia Francisco Franco |
| 1975-76   | ANIC Barcelona (2)              | Ademi Málaga                |
| 1976-77   | Virgen del Rocío (2)            | Residencia Francisco Franco |
| 1977-78   | Virgen del Rocío (3)            | Ademi Málaga                |
| 1978-79   | Ademi Málaga                    | Virgen del Rocío            |
| 1979-80   | Ademi Málaga (2)                | Virgen del Rocío            |
| 1980-81   | Ademi Málaga (3)                | Virgen del Rocío            |
| 1981-82   | Ademi Málaga (4)                | Virgen del Rocío            |
| 1982-83   | Ademi Málaga (5)                | Virgen del Rocío            |
| 1983-84   | Ademi Málaga (6)                | Instituto Guttmann          |
| 1984-85   | Ademi Málaga (7)                | Clumam                      |
| 1985-86   | Ademi Málaga (8)                | Clumam                      |
| 1986-87   | Ademi Málaga (9)                | Clumam                      |
| 1987-88   | Virgen del Rocío (4)            | Ademi Málaga                |
| 1988-89   | Ademi Málaga (10)               | Virgen del Rocío            |
| 1989-90   | Ademi Málaga (11)               | Virgen del Rocío            |
| 1990-91   | Ademi Málaga (12)               | Virgen del Rocío            |
| 1991-92   | CD ONCE Andalucía               | Ademi Málaga                |
| 1992-93   | CD ONCE Andalucía (2)           | Ademi Málaga                |
| 1993-94   | CD ONCE Andalucía (3)           | La Peraleda                 |
| 1994-95   | CD Fundosa ONCE                 | Virgen del Rocío            |
| 1995-96   | CD Fundosa ONCE (2)             | BSR Melilla                 |
| 1996-97   | CD Fundosa ONCE (3)             | BSR Melilla                 |
| 1997-98   | CD Fundosa ONCE (4)             | Tecnicaid AMA               |
| 1998-99   | CD Fundosa ONCE (5)             | BSR Melilla                 |
| 1999-00   | CD Fundosa ONCE (6)             | ADM Econy Gran Canaria      |
| 2000-01   | CD Fundosa ONCE (7)             | CD ONCE Andalucía           |
| 2001-02   | CD Fundosa ONCE (8)             | CD ONCE Andalucía           |
| 2002-03   | CD ONCE Andalucía (4)           | CD Fundosa ONCE             |
| 2003-04   | CD ONCE Andalucía (5)           | ADM Econy Gran Canaria      |
| 2004-05   | CD ONCE Andalucía (6)           | CP Mideba                   |
| 2005-06   | CD ONCE Andalucía (7)           | CP Mideba                   |
| 2006-07   | CD Fundosa ONCE (9)             | Fundación Polaris World BSR |
| 2007-08   | CD ONCE Andalucía (8)           | CD Fundosa ONCE             |
| 2008-09   | CD Fundosa ONCE (10)            | CD ONCE Andalucía           |
| 2009-10   | CD ONCE Andalucía (9)           | CD Fundosa ONCE             |
| 2010-11   | BSR Valladolid                  | CD Fundosa ONCE             |
| 2011-12   | CD Fundosa ONCE (11)            | CID Casa Murcia Getafe      |
| 2012-13   | CD Fundosa ONCE (12)            | BSR Valladolid              |
| 2013-14   | CD Fundosa ONCE (13)            | Bilbao BSR                  |
| 2014-15   | CD Ilunion (14)                 | BSR Amiab Albacete          |
| 2015-16   | CD Ilunion (15)                 | BSR Amiab Albacete          |
| 2016-17   | CD Ilunion (16)                 | BSR Amiab Albacete          |
| 2017-18   | BSR Amiab Albacete              | Bidaideak Bilbao            |
| 2018-19   | CD Ilunion (17)                 | BSR Amiab Albacete          |
| 2019-20   |                                 |                             |
| 2020-21   | Bidaideak Bilbao                | BSR Amiab Albacete          |
| 2021-22   | BSR Amiab Albacete (2)          | CP Mideba                   |
| 2022-23   | BSR Amiab Albacete (3)          | CD Ilunion                  |
| 2023-24   | BSR Amiab Albacete (4)          | CD Ilunion                  |
| 2024-25   | CD Ilunion (18)                 | BSR Amiab Albacete          |